# Пуаза
Пуаза (фр. Poisat) — коммуна во Франции, находится в регионе Рона — Альпы. Департамент коммуны — Изер. Входит в состав кантона Сен-Мартен-д’Эр. Округ коммуны — Гренобль.
Код INSEE коммуны — 38309. Население коммуны на 2012 год составляло 2105 человек. Населённый пункт находится на высоте от 214 до 724 метров над уровнем моря. Муниципалитет расположен на расстоянии около 490 км юго-восточнее Парижа, 100 км юго-восточнее Лиона, 5 км юго-восточнее Гренобля. Мэр коммуны — Людовик Бастос, мандат действует на протяжении 2014—2020 гг.
Динамика населения (INSEE):